# Thismia neptunis
Thismia neptunis är en enhjärtbladig växtart som beskrevs av Odoardo Beccari. Thismia neptunis ingår i släktet Thismia och familjen Burmanniaceae. Inga underarter finns listade i Catalogue of Life.